# Красногруда
Красногруда (пол. Krasnogruda) — село на березі озера Хольни в Польщі, у гміні Сейни Сейненського повіту Підляського воєводства, поблизу кордону з Литвою.

## Історія
Перша згадка про маєток Красногруда (первісна назва Красногруд) походить із 1676 року. Рання історія маєтку  точно не відома, більше відомостей з'являється починаючи з 1785 року, коли маєтності (складаються з фільварку Красногруда і сіл Жегари, Гавєняньце і Бєржинє) були куплені Ісеймонтами. Їх першим  власником був Мацей і Тадеуш Ісеймонти, останній є засновником церкви в Жегарах.
Маєток в кінці XIX століття мав 4 будинки та 38 жителів і складався із двох фільварків Красногруди і Верещеньщизни, включаючи 1815 моргів землі.
У 1929 р. маєток включав 414 моргів. Його власником тоді був Броніслав Кунат (згідно інших джерел Кунатте).
Історія двору в період від кінця XVIII століття до Другої Світової війни тісно пов'язана з сім'ями землевласників Ісеймонтів і Кунатів. Першим власником Красногруди з родини Кунатів, з якої походить і мати Чеслава Мілоша, Вероніка, був Теофіл, а після нього його син Броніслав Кунат. У міжвоєнний період Красногруда перебувала у власності сестер Габрієли Ліпської, до шлюбу Кунат (1888—1962) і Яніни Нієментовської, до шлюбу Кунат (1898—1977). Вони використовували двір як гостьовий будинок. У період Другої світової війни маєток перейшов у німецьку власність. Після війни, у результаті указу польського комітету національного визволення з 6 вересня 1944 року "про земельну реформу, двори і земні посілості (площею понад 344,5 га) перестали виконувати роль приватної власності, і власники були змушені їх залишити. Нерозпарцельовану частину, тобто 154,5 га отримала держава. Управителем Красногруди після війни був спочатку Олександр Чировський, а потім Окружна Рада Державних Лісів Надлісництва Помор'я. У дворі жили родини працівників лісництва.
У 1975—1998 роках село належало до Сувальського воєводства.
Волею Чеслава та Андрія Мілошів та Яніни та Андрія Юревичів — останніх спадкоємців Красногруди — садибу  разом з парком у 2002 році в багаторічну оренду було передано Фонду «Пограниччя». Після реконструкції садиба є штаб-квартирою Міжнародного Центру Діалогу.

## Демографія
Демографічна структура на 31 березня 2011 року:
|          | Загалом | Допрацездатний вік | Працездатний вік | Постпрацездатний вік |
| -------- | ------- | ------------------ | ---------------- | -------------------- |
| Чоловіки | 35      | 10                 | 22               | 3                    |
| Жінки    | 35      | 11                 | 15               | 9                    |
| Разом    | 70      | 21                 | 37               | 12                   |

## Садиба
У селі знаходиться садиба кінця  XVII століття — колишня резиденція Матвія Ісеймонта. У дворі часто бував Чеслав Мілош, мати якого Вероніка, до шлюбу Кунат, була двоюрідною сестрою останніх спадкоємиць Красногруди — Габрієли Ліпської і Яніни Нієментовської.
У першій половині XIX століття будинок був перебудований, а до складу його приміщень, крім того, входили: житловий будинок та канцелярія муніципалітету Красногруда, будинок для прислуги, стайні, три корівника, два сараї та пивоварня. Садибу оточував парк, залишки якого збереглися до сьогодні.
Основна будівля садиби збереглася, але ремонти, які проводилися в період 1967—1986 внесли численні зміни. Після реконструкції у 2011 році, у соту річницю з дня народження Чеслава Мілоша, у Красногрудській садибі був відкритий Міжнародний Центр Діалогу. У церемонії взяв участь син поета Ентоні Milosz. У період канікул у приміщеннях «Пограниччя — мистецтв, культур, народів» у Сейнах організовуються численні вистави.